# Sara Van Hoezen
Sara Van Hoezen (1976) is een Vlaamse actrice.
Van Hoezen volgde toneel, voordracht en piano aan de Gemeentelijke Academie voor Muziek, Woord en Dans van Buggenhout, en studeerde af in 1998 aan het Koninklijk Conservatorium van de Hogeschool Gent als meester in de dramatische kunst optie toneel. Bijkomend behaalde ze de lerarenopleiding optie toneel aan de Hogeschool Gent en volgde ze enkele jaren Jazz-zang waar ze les krijgt van Sofie Verbruggen.
Aansluitend aan haar opleiding speelde ze enkele seizoenen mee aan producties in het publiekstheater NTGent, Midzomernachtsdroom in regie van Niek Kortekaas, Het onderzoek in regie van Eddy Vereycken, A Clockwork Orange in regie van Niek Kortekaas, Macbeth in regie van Guy Van Sande, de musical Peter Pan in regie van Jean-Pierre De Decker, Leonce en Lena in regie van Domien Van Der Meiren en de musical The Rocky Horror Show in regie van Stany Crets. Ook bij Music Hall speelde ze, in de musical De Tovenaar van Oz in regie van Niek Kortekaas, en bij poppentheater Taptoe in Gepetto in regie van Slavcho Malenov. In Backstage Muziektheater vertolkte ze rollen in de musicals Fame, Hondslelijk (Coyote Ugly), Het gazon van Pymel en Le Cabaret de salo. Op Theater Aan Zee speelde ze in Ava, Sylvana en Greta op de Olympos van theater Victoria in regie van Dirk Pauwels.
Ze speelde 120 voorstellingen van de monoloog Cellofaan geregisseerd door Serge Elia in theater Backstage. De tournee bracht haar langs de culturele centra in Vlaanderen.
Van Hoezen had televisierollen in Thuis (2 seizoenen) en Flikken als de balieagente, naast gastrollen in onder meer Wittekerke, Hallo België!, Verschoten & Zoon, Emma en De Kotmadam.
Sinds 2007 is ze ook de directeur van de deeltijds kunstonderwijsinstelling Gemeentelijke Academie voor Muziek, Woord en Dans van Londerzeel.